# Do (kanton hercegowińsko-neretwiański)
Do – wieś w Bośni i Hercegowinie, w Federacji Bośni i Hercegowiny, w kantonie hercegowińsko-neretwiańskim, w gminie Stolac. W 2013 roku liczyła 2 mieszkańców – Serbów.